# カイル・ファンクハウザー
カイル・ジェームズ・ファンクハウザー（Kyle James Funkhouser、1994年3月16日 - ）は、アメリカ合衆国イリノイ州クック郡パロスハイツ出身のプロ野球選手（投手）。右投右打。MLBのデトロイト・タイガース所属。

## 経歴
ルイビル大学時代の2014年に大学野球のアメリカ合衆国代表に選出されている。2015年のMLBドラフト1巡目（全体35位）でロサンゼルス・ドジャースから指名されたが、契約を拒否して大学に残った。
その後、2016年のMLBドラフト4巡目（全体115位）でデトロイト・タイガースから指名されプロ入り。契約金は75万ドル。2019年まで傘下のマイナーチームでプレーし、同年オフに40人枠に登録された。
2020年7月27日にメジャーデビューを果たした。その後、9月6日のミネソタ・ツインズ戦でメジャー初勝利を記録した。この年はメジャーで13試合に登板して1勝1敗、防御率7.27、12奪三振の成績を記録した。
2021年は、開幕からマイナー・オプションでAAA級トレド・マッドヘンズに配属され、5月6日にアクティブ・ロースター入りした。
2022年は、4月6日に右肩の故障で故障者リスト入りし、シーズン終了まで60日間の故障者リストのままだった。11月15日にDFAとなり、11月18日にFAとなった。

### レンジャーズ傘下時代
2023年1月17日に、テキサス・レンジャーズとマイナー契約を結んだ。AAA級ラウンドロック・エクスプレスに配属されたが、シーズン開始時から60日間の故障者リストに入っていた。6月3日にAA級フリスコ・ラフライダーズに降格した。11月6日にFAとなった。

### メキシカンリーグ時代
2025年4月22日に、オアハカ・ウォーリアーズと契約を結んだ。5月28日にFAとなった。

### ドジャース傘下時代
2025年5月29日に、ロサンゼルス・ドジャースとマイナー契約を結び、ルーキーリーグのACLドジャースに配属された。6月1日にAAA級オクラホマシティ・コメッツに配属された。

## 投球スタイル
最速98.3mph（約158.2km/h）の速球にスライダーとチェンジアップを交える。

## 詳細情報

### 年度別投手成績
| 年 度    | 球 団    | 登 板 | 先 発 | 完 投 | 完 封 | 無 四 球 | 勝 利 | 敗 戦 | セ 丨 ブ | ホ 丨 ル ド | 勝 率 | 打 者 | 投 球 回 | 被 安 打 | 被 本 塁 打 | 与 四 球 | 敬 遠 | 与 死 球 | 奪 三 振 | 暴 投 | ボ 丨 ク | 失 点 | 自 責 点 | 防 御 率 | W H I P |
| -------- | -------- | ----- | ----- | ----- | ----- | -------- | ----- | ----- | -------- | ----------- | ----- | ----- | -------- | -------- | ----------- | -------- | ----- | -------- | -------- | ----- | -------- | ----- | -------- | -------- | ------- |
| 2020     | DET      | 13    | 0     | 0     | 0     | 0        | 1     | 1     | 0        | 0           | .500  | 81    | 17.1     | 22       | 3           | 11       | 0     | 0        | 12       | 1     | 0        | 14    | 14       | 7.27     | 1.90    |
| 2021     | DET      | 57    | 2     | 0     | 0     | 0        | 7     | 4     | 1        | 9           | .636  | 298   | 68.1     | 58       | 6           | 38       | 0     | 3        | 63       | 9     | 1        | 32    | 26       | 3.42     | 1.41    |
| MLB：2年 | MLB：2年 | 70    | 2     | 0     | 0     | 0        | 8     | 5     | 1        | 9           | .615  | 379   | 85.2     | 80       | 9           | 49       | 0     | 3        | 75       | 10    | 1        | 46    | 40       | 4.20     | 1.51    |

- 2024年度シーズン終了時

### 背番号
- 36（2020年 - 2022年）